# Colonia Nuevo Valle Real
Colonia Nuevo Valle Real es una comunidad en el Municipio de San Juan Bautista Valle Nacional en el estado de Oaxaca. Colonia Nuevo Valle Real está a 88 metros de altitud. 

## Geografía
Está ubicada a 17° 27' 55.8"  latitud norte y 96° 11' 0.96"  longitud oeste.

## Población
Según el censo de población de INEGI del 2010: la comunidad cuenta con una población total de 317 habitantes, de los cuales 161 son mujeres y 156 son hombres. Del total de la población 127 personas hablan alguna lengua indígena.

## Ocupación
El total de la población económicamente activa es de 123 habitantes, de los cuales 83 son hombres y 40 son mujeres.